# Johann Georg von Soldner
Johann Georg von Soldner (16 de julio de 1776 - 13 de mayo de 1833) fue un científico alemán, con trabajos en física, matemática, astronomía y geodesia. Su principal aporte fue el desarrollo de un sistema de coordenadas preciso para su uso en agrimensura.

## Biografía
Hijo del agricultor Johann Andreas Soldner, nació el 16 de julio de 1776 en la localidad de Georgenhof (Feuchtwangen, distrito de Ansbach en la Franconia Media, perteneciente a la región de Baviera). Recibió dos años de enseñanza en la Escuela América de Feuchtwangen, mostrando su talento matemático precoz: con instrumentos caseros inspeccionaba los campos de su padre, dedicando las noches al estudio de libros de texto matemáticos y de mapas. Como nunca había asistido a una escuela secundaria, inició en 1796 estudios privados de idiomas y de matemáticas en Ansbach. En 1797 se instaló en Berlín, donde fue empleado por el astrónomo Johann Elert Bode en el Observatorio de Berlín como topógrafo, donde desarrolló estudios astronómicos y geodésicos. Entre 1804 y 1806 dirigió el levantamiento de mapas del Principado de Ansbach. En 1808 fue llamado a Munich por Joseph von Utzschneider para trabajar como técnico cartográfico para los recién formados registros del catastro. Gracias a sus contribuciones a los fundamentos teóricos para la realización del parcelario en Baviera, fue recompensado con un título nobiliario.
En 1815 empezó a trabajar como astrónomo para el Observatorio de Múnich, siendo nombrado Director en 1816, después de que el matemático Charles Félix de Seyffer (1762-1822) no pudiera completar con éxito la modernización del centro astronómico. Con el físico y matemático Anselmo Ellinger (1758-1816) designado como su adjunto, Soldner acometió la construcción de un nuevo observatorio situado en una colina al este de la aldea de Bogenhausen, en colaboración con Joseph von Utzschneider, Georg Friedrich von Reichenbach y Joseph von Fraunhofer.
Desde 1828, debido a una enfermedad hepática, Soldner no era capaz de acometer plenamente sus responsabilidades, por lo que su joven ayudante Johann Lamont llevaba bajo su supervisión los asuntos del observatorio.
Soldner fallece en 1833, siendo enterrado en una tumba situada en el lado oeste de la Iglesia de San Jorge del cementerio de Bogenhausen.

## Trabajos
Soldner desarrolló un sistema de coordenadas basado en la Medición del Meridiano de Europa Central, utilizado en muchas partes de Alemania hasta el siglo XX (en Berlín se ha usado incluso hasta en el siglo XXI).
En el campo de las matemáticas, se ocupó de la confección de tablas para la integración de funciones logarítmicas inversas; fue el primero en calcular el valor de la constante de Ramanujan-Soldner; y determinó la constante de Euler-Mascheroni con 22 decimales exactos (en 1809).
En el campo de la física, Soldner intervino en la controversia que rodeaba al posible curvado de los rayos de luz por efecto de la gravedad, con una obra publicada en 1804 (escrita en 1801). En esta obra se razonaba en términos newtonianos acerca del efecto sobre la trayectoria de la luz motivada por la gravedad de los cuerpos celestes, estimando un desvío angular de 0,84” de la posición relativa de estrellas cuya situación observada desde la tierra estuviera muy próxima al contorno del disco solar, aunque no fue capaz de observar este efecto.
Curiosamente, en 1919 se efectuó el célebre experimento de la medición del efecto del curvado de la luz motivado por la gravedad del sol durante un eclipse total en la isla de Príncipe, lo que sirvió para confirmar las predicciones de la Teoría de la Relatividad ideada por Albert Einstein, siendo el valor registrado por el astrónomo británico sir Arthur Stanley Eddington de 1,75”. Con posterioridad, algunos defensores de los trabajos pioneros de Soldner (como Philipp Lenard) intentaron atribuirle la prioridad en el descubrimiento de este fenómeno, aunque cabe destacar que la base teórica que explica correctamente este efecto es la de Einstein (tal como demostró con posterioridad Max von Laue en su obra "Moderne Messungen bestätigen den einsteinschen Wert".)

## Honores

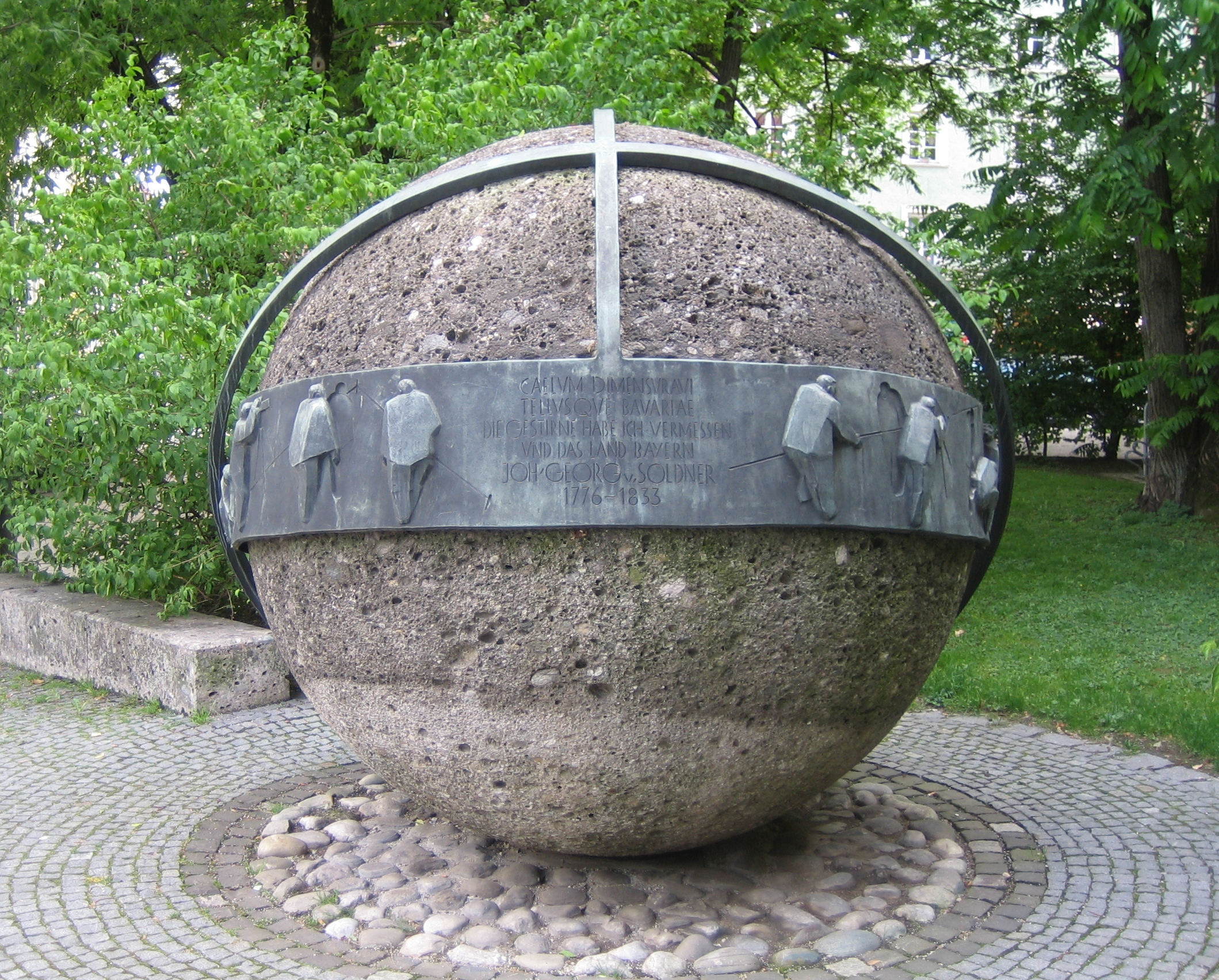
Monumento a Soldner en la Oficina Estatal de Topografía y Geoinformación de Munich

En 1803 recibió en Berlín el grado de doctor en ciencias. Desde 1813, Soldner fue miembro de la Academia Bávara de Ciencias. En 1825, se convirtió en miembro de la Real Sociedad Astronómica de Londres, y recibe la Cruz de Caballero de la Legión de Honor, recibiendo la Cruz de Caballero del Mérito Civil de Baviera en 1829.
En Feuchtwangen, un instituto de grado medio (en alemán, “Realschule”) lleva su nombre. En 1962, se erigió un monumento a Soldner en Múnich. El Ministerio de Hacienda del Estado de Baviera desde el año 2003 premia cometidos topográficos destacados con la medalla Soldner.

## Publicaciones
- Soldner, Johann Georg von (1804).  Berliner Astronomisches Jahrbuch, ed. [wikisource.org Ueber die Ablenkung eines Lichtstrals von seiner geradlinigen Bewegung, durch die Attraktion eines Weltkörpers, an welchem er nahe vorbei geht]. Berlín.

- Soldner, Johann Georg von (1809).  J. Lindauer, ed. [uni-goettingen.de Théorie et d'une nouvelle Tablas fonction Trascendental]. Múnich.

## Ver
- Carl Maximilian von Bauernfeind (1892), "Soldner, Johann Georg von", Allgemeine Deutsche Biographie (ADB) (in German) 34, Leipzig: Duncker & Humblot, pp. 557–563. (https://de.wikisource.org/wiki/ADB:Soldner,_Johann_Georg)

- Laue, M. (1921). "Erwiderung auf Hrn. Lenards Vorbemerkungen zur Soldnerschen Arbeit von 1801". Annalen der Physik 66 (20): 283–284 ·. Bibcode:1921AnP...371..283L.. doi:10.1002/andp.19213712005.

- Jaki, Stanley L. (1978). "Johann Georg von Soldner and the Gravitational Bending of Light, with an English Translation of His Essay on It Published in 1801". Foundations of Physics 8 (11–12): 927–950 ·. Bibcode:1978FoPh....8..927J.doi:10.1007/BF00715064.

- Treder, H.-J.; Jackisch, G. (1981). "On Soldners Value of Newtonian Deflection of Light". Astronomische Nachrichten 302 (6): 275–277·. Bibcode:1981AN....302..275T.doi:10.1002/asna.2103020603.

- Will, Clifford M. (1988). "Henry Cavendish, Johann von Soldner, and the deflection of light". Am. J.Phys. 56 (5): 413–415·. Bibcode:1988AmJPh..56..413W.doi:10.1119/1.15622.

- Will, C.M. (2006). "The Confrontation between General Relativity and Experiment". Living Rev. Relativity 9.(https://web.archive.org/web/20070613073754/http://relativity.livingreviews.org/Articles/lrr-2006-3/)

## Enlaces
- Wikisource contiene obras originales de o sobre Johann Georg von Soldner.
- Bibliografía relacionada con Johann Georg von Soldner en el catálogo de la Biblioteca Nacional de Alemania.
- Veröffentlichungen von J. Soldner im Astrophysics Data System
- Geschichte der Universitäts-Sternwarte München. 175 Jahre Sternwarte Bogenhausen
- Vorhersage der Lichtablenkung 1803

- Datos: Q95792
- Multimedia: Johann Georg von Soldner / Q95792